# Thecla japonica
Thecla japonica är en fjärilsart som beskrevs av Alfred Ernest Wileman.
Thecla japonica ingår i släktet Thecla och familjen juvelvingar. Inga underarter finns listade i Catalogue of Life.